# Autorité combinée

Actuelles autorités combinées

Une autorité combinée (en anglais : combined authority) est un type de gouvernement local en Angleterre créé par le Local Democracy, Economic Development and Construction Act de 2009.
Il s'agit d'une association volontaire d'un groupe d'autorités locales afin d'exercer certaines compétences en commun et de recevoir des fonctions supplémentaires du gouvernement central notamment en matière de transports et de politique économique.
Il existe actuellement douze autorités combinées en Angleterre.

## Histoire
À la suite de l'abolition des conseils de comté métropolitain et du Conseil du Grand Londres en 1986, il n'existait plus en Angleterre d'autorités stratégiques pour les grands centres urbains. En 1999, le gouvernement travailliste de Tony Blair institue l'autorité du Grand Londres mais privilégie la création d'assemblées régionales en dehors de Londres. Ce projet est abandonné à la suite de l'échec par référendum de créer une assemblée régionale du Nord-Est. La notion de région urbaine (City region) est mise en avant à la place.
En octobre 2010, le gouvernement conservateur-libéral supprime les agences régionales de développement.
La même année, le gouvernement accepte la proposition de l'Association des autorités du Grand Manchester d'établir une autorité combinée du Grand Manchester comme autorité stratégique, élue indirectement, pour le Grand Manchester. En 2014, plusieurs autres autorités combinées sont créées entre les autorités locales des comtés métropolitains du Yorkshire du Sud (autour de Sheffield) et du Yorkshire de l'Ouest (autour de Leeds) ainsi que des autorités combinées qui couvrent à la fois un comté métropolitain et des autorités adjacentes (une autour de Liverpool et autour de Durham) ou des zones non métropolitaines comme la vallée de la Tees.

## Liste
- Autorité combinée du Cambridgeshire et Peterborough
- Autorité combinée de la région urbaine de Liverpool
- Autorité combinée du Grand Manchester
- Autorité de comté combinée des Midlands-de-l'Est
- Autorité combinée des Midlands de l'Ouest
- Autorité combinée du Nord-Est
- Autorité combinée de l'Ouest de l'Angleterre
- Autorité combinée de la vallée de la Tees
- Autorité combinée du nord de la Tyne
- Autorité combinée d'York et du Yorkshire du Nord
- Autorité combinée du Yorkshire de l'Ouest
- Autorité combinée du Yorkshire du Sud